# 图苏拉
圖蘇拉（芬蘭語：Tuusula，IPA: /tuːsulɑ/，IPA: /tʉːsbyː/）是芬蘭的一個市镇。它屬於新地区中的赫爾辛基次區。市镇的居民数量为38,564（2016年3月31日）。
圖蘇拉有三个主要的居民区：行政中心为许吕莱（Hyrylä，人口大約19,500人），其它的两个居民区为約凱拉（Jokela，人口約5300人）與凯洛科斯基（Kellokoski，人口約4300人）。剩下的4400名居民散住在中心居民区之外的农村地区。

## 外部連結
- 圖蘇拉市鎮官方網站（页面存档备份，存于）

60°24′10″N 25°01′45″E / 60.40278°N 25.02917°E